# Dyptyk Barberini
Dyptyk Barberini – datowany na przełom V i VI wieku wykonany z kości słoniowej dyptyk, znajdujący się w zbiorach Luwru (numer inwentarzowy OA 9063).
Zachowało się tylko jedno skrzydło dyptyku, o wymiarach 34,20×26,80 cm. Jego centralną część zajmuje relief z przedstawieniem sceny triumfu cesarza. Władca dosiada stającego dęba konia, wspierając się o ziemię włócznią przytrzymywaną z tyłu przez brodatego barbarzyńcę. Osadzoną w strzemieniu prawą stopę cesarza podtrzymuje półnaga kobieta, uważana za personifikację Ziemi Gaję lub obfitości Abudantię. Nad łbem konia unosi się skrzydlata bogini Wiktoria, trzymająca w ręku palmę zwycięstwa. Ponieważ na dyptyku nie ma żadnej inskrypcji, identyfikacja przedstawionego cesarza jest niepewna, najprawdopodobniej jest to Anastazjusz I lub Justynian I Wielki.
W lewej kwaterze bocznej umieszczono wizerunek oficera, przekazującego cesarzowi posążek bogini Wiktorii trzymającej wieniec. Kwatera prawa nie zachowała się i w jej miejscu znajduje się osadzony w czasach nowożytnych pusty panel. W dolnym pasie dyptyku widnieją składający hołd cesarzowi barbarzyńcy, prowadzący ze sobą egzotyczne zwierzęta: lwa, słonia i tygrysa. Pomiędzy nimi stoi bogini Wiktoria, prawą ręką pozdrawiająca władcę, w lewej natomiast trzymająca róg obfitości lub trofeum. W pasie górnym umieszczono w medalionie podtrzymywanym po bokach przez dwa anioły ukazanego en face Chrystusa otoczonego przez słońce, księżyc i gwiazdę, trzymającego w ręku krzyż.

## Proweniencja
Najstarsza wzmianka na temat dyptyku pochodzi z 1625 roku, kiedy to trafił do kolekcji rodziny Barberini, podarowany przez Nicolasa-Claude’a Fabriego de Peiresca kardynałowi Francesco Barberiniemu. Jego wcześniejsze dzieje są nieznane. W 1899 roku zabytek został zakupiony do zbiorów Luwru.